# Anton Ulrich (Braunschweig-Wolfenbüttel)

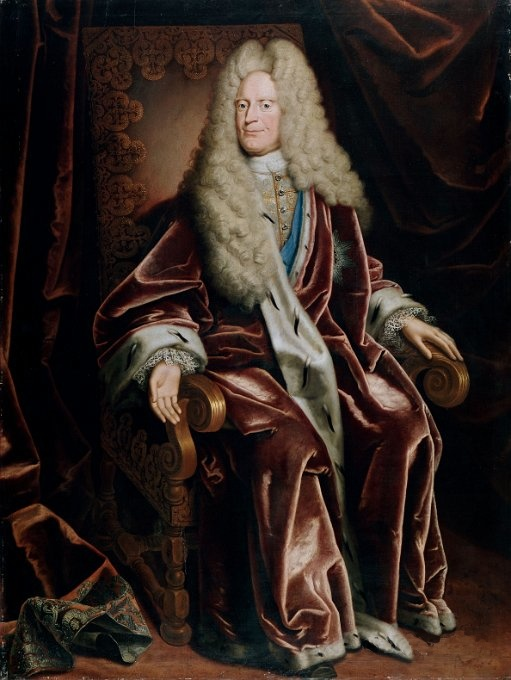
(Porträt von Christoph Bernhard Francke, Braunschweig, Herzog Anton Ulrich-Museum)
Anton Ulrich von Braunschweig-Wolfenbüttel

Anton Ulrich von Braunschweig-Wolfenbüttel (* 4. Oktober 1633 in Hitzacker; † 27. März 1714 in Salzdahlum bei Wolfenbüttel) war ein deutscher Politiker und Schriftsteller. Er führte wie alle männlichen Welfen den Titel Herzog zu Braunschweig und Lüneburg und war ab 1685 als Mitregent seines älteren Bruders sowie nach dessen Tod ab 1704 als Alleinregent Fürst von Braunschweig-Wolfenbüttel.
Er gilt als Prototyp des aufgeklärt-absolutistischen Herrschers des Barockzeitalters: machtbewusst, an äußerer Repräsentanz und Fortschritt der Bildung gleichermaßen interessiert und als Lyriker und Romanautor selbst künstlerisch tätig.

## Leben

### Jugend, Studium und Reisen
Anton Ulrich war der zweite (überlebende) Sohn von Herzog August dem Jüngeren und Prinzessin Dorothea von Anhalt-Zerbst. Ersten Unterricht bekam er, wie auch die übrigen der jüngeren Fürstenkinder, von seinem Hofmeister Friedrich von Cramm sowie Justus Georg Schottelius und Sigmund von Birken. Die Stiefmutter Sophie Elisabeth von Mecklenburg förderte die künstlerische Ausbildung der Herzogskinder sehr; im Hoftheater Wolfenbüttels traten vor ausgewähltem höfischem Publikum vor allem die fürstlichen Angehörigen auf. Schon als Schüler und später als Student verfasste der Fürst erste eigene Lieder und Dichtungen, womit er gemeinsam mit seiner ebenfalls literarisch begabten Schwester Sibylle Ursula besonders hervortrat. Er studierte an der Universität Helmstedt, der Landesuniversität des Fürstentums Wolfenbüttel, und wurde in evangelisch-lutherischer Theologie promoviert.
Seine Kavalierstour, die an das Studium anschloss, führte durch Süddeutschland, Italien und auf der Rückreise durch die Vereinigten Niederlande. Er lernte unter anderen die Romanschriftstellerin Madeleine de Scudéry kennen und entdeckte seine Neigung zum Theater. Am 17. August 1656 heiratete er seine Cousine Prinzessin Elisabeth Juliane von Schleswig-Holstein-Sonderburg-Norburg. Zu diesem Anlass verfasste Anton Ulrich sein erstes Bühnenstück, das Frühlings-Ballett. In den 1680er Jahren reiste er allein oder mit seiner Familie viermal nach Venedig, angeregt durch seine Vettern, die in Celle, Hannover und Iburg regierten. Die Stadt beeindruckte Anton Ulrich nachhaltig.

### Mitregent

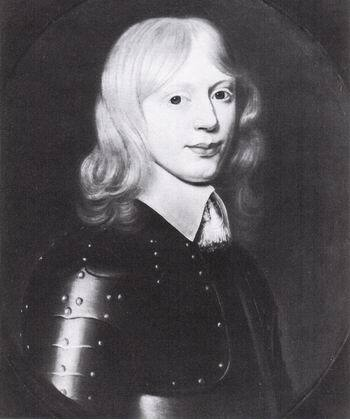
Herzog Anton Ulrich von Braunschweig-Wolfenbüttel

Schon der Vater zog Anton Ulrich häufig zu Regierungsgeschäften heran. 1666 starb August der Jüngere, Anton Ulrich erhielt Schöningen, Jerxheim, Voigtsdahlum und Calvörde als Apanage und wohnte im Prinzenhaus zu Wolfenbüttel. Ein Jahr später ernannte ihn sein älterer, regierender Bruder Rudolf August zum Statthalter. 1685 stieg Anton Ulrich zum gleichberechtigten Mitregenten neben seinem Bruder auf, der sich eher der Jagd widmete. Anton Ulrich trat als Politiker besonders dem Machtstreben seines Vetters Herzog Ernst August, des Fürsten von Calenberg, entschlossen entgegen. Es folgte ein Vierteljahrhundert der Spannung und Konkurrenz zwischen den Welfenlinien in Hannover und Wolfenbüttel.
Auf Anton Ulrichs Initiative hin verständigte sich Herzog Rudolf August mit den übrigen Fürsten des braunschweigischen Hauses im Frühjahr 1671 zu Burgwedel, gemeinsam die auf Eigenständigkeit beharrende Stadt Braunschweig zu bekämpfen, die sich am 10. Juni 1671 der landesherrlichen Hoheit des Herzogs unterwerfen musste. Wolfenbüttelsche Truppen kämpften 1674/75 und 1689 mit gegen Frankreich, 1675 nahe Bremen und in Pommern mit gegen Schweden und 1683 mit den Kaiserlichen Truppen in Ungarn und auf der Peloponnes gegen die Türken. 1692 wurde Anton Ulrich Chef des „Leibregiments Anton Ulrich zu Fuß“ (ab 1704 Leibregiment zu Fuß). 1693 verbündete sich Herzog Anton Ulrich mit Dänemark sowie 1698 und 1701 mit Ludwig XIV. Mit Hilfe des Franzosen vergrößerte er nicht nur das Wolfenbütteler Heer beträchtlich, sondern erweiterte vor allem die fürstlichen Kunstsammlungen.
Anton Ulrich half als geschickter Diplomat, die zwischen dem Reich und Schweden im Herzogtum Bremen entstandenen Zwistigkeiten beizulegen. Für Braunschweig-Wolfenbüttel fiel ein Teil Thedinghausens dabei ab.
Unzufrieden damit, dass der jüngeren Calenberger Linie seines Welfenhauses 1692 die Kurwürde zuerkannt worden war, wandelte er sich von einem treuen Anhänger zum Gegner des Kaisers. Anton Ulrich wurde zur Strafe durch kaiserliches Mandat vom 18. Februar 1702 der Mitregentschaft entsetzt. In der Nacht des 20. März 1702 rückten kurhannoversche und cellische Truppen in das Wolfenbüttelsche Gebiet ein, entwaffneten die Truppen und schnitten die Städte Braunschweig und Wolfenbüttel von jeder Verbindung mit dem Umland ab.
Anton Ulrich flüchtete nach Gotha, und Rudolf August musste am 19. April 1702 in Braunschweig einen Vergleich schließen, in dem er verbindlich zusagte, sich nicht der hannoverschen Primogenitur zu widersetzen und seinen Bruder dazu zu bringen, diese Übereinkunft anzuerkennen.
Die politische Situation, die zur Trennung des „Consortium Regiminis“ (Gemeinschaftsregierung) führte, ist in ihrer umfangreichen historischen Darstellung im Münzbild des Gedenktalers „auf die Trennung der brüderlichen Eintracht“, einmalig. Anton Ulrich ließ 1702 auf die Trennung der Eintracht diesen Gedenktaler prägen, der den Versuch Otto von Guerickes zum Nachweis der Luftdruckwirkung zeigt und legte ihn politisch aus: Das cellische und das hannoveranische Ross versuchen vergeblich die brüderliche Eintracht zu sprengen, bis eine verräterische Hand diese Einheit zerstört.

### Alleinherrscher

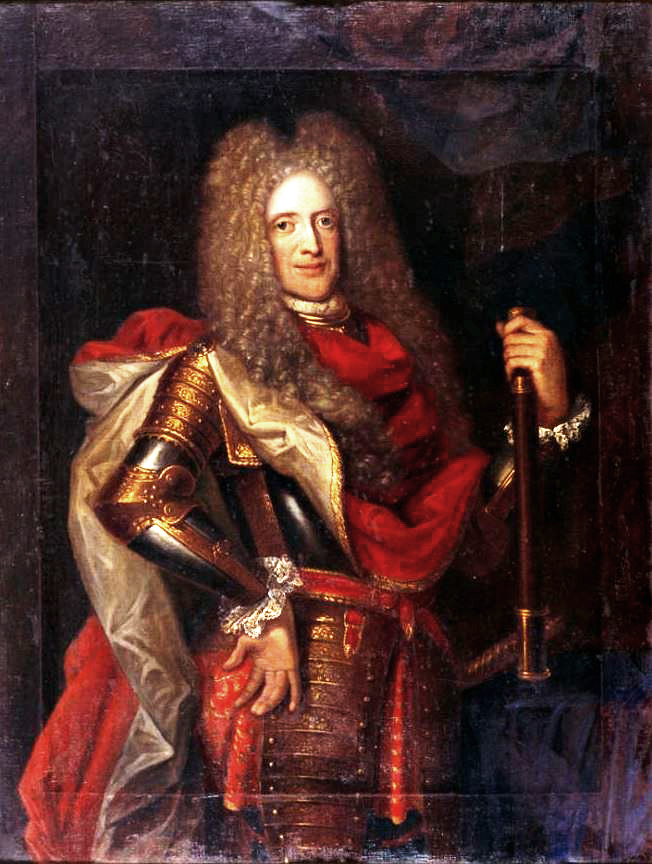
Anton Ulrich

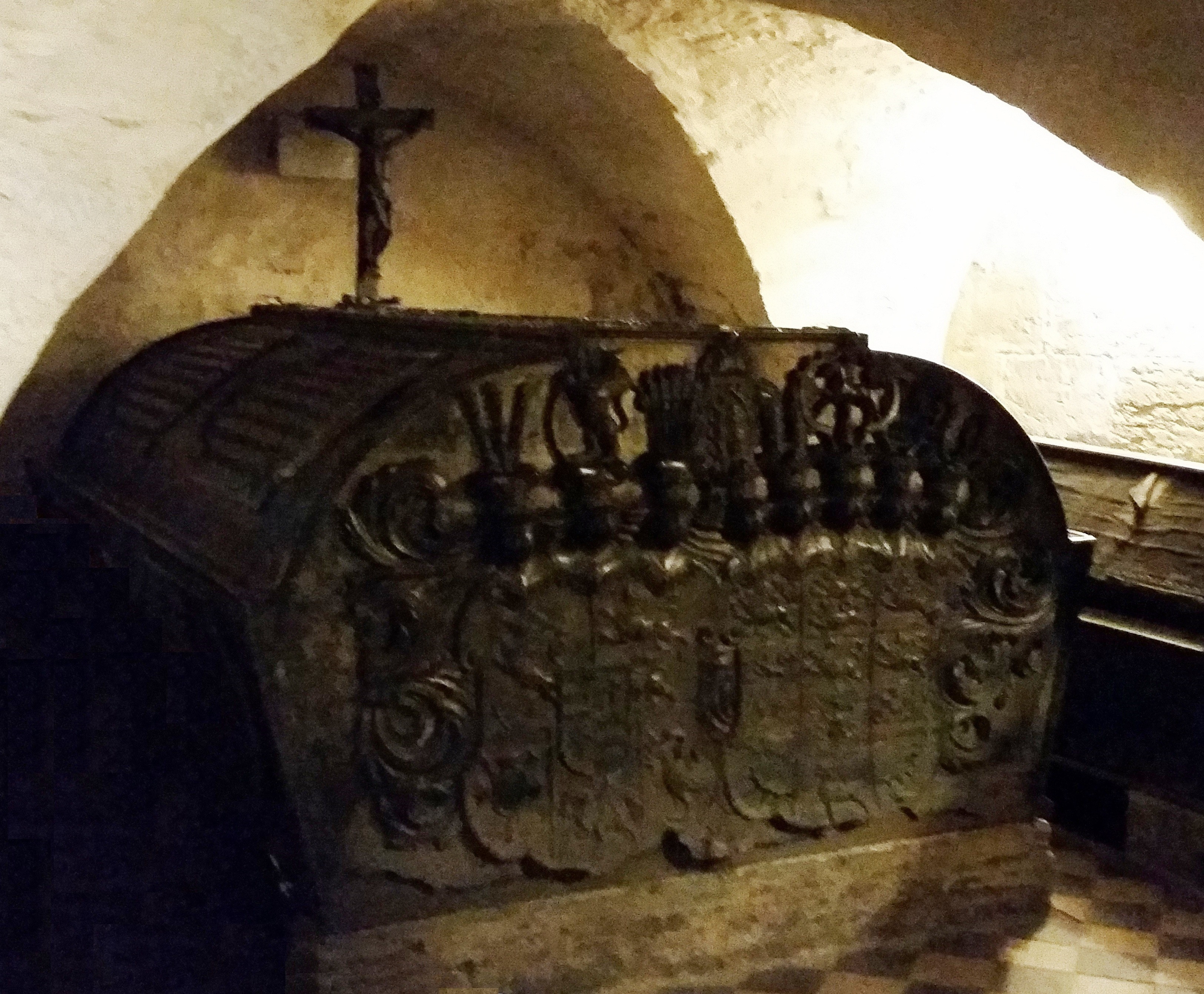
Doppelsarkophag Anton Ulrichs und Elisabeth Julianes in der Welfengruft der Marienkirche Wolfenbüttel

Anton Ulrich fügte sich und regierte weiterhin mit bzw. eher für seinen Bruder, bis er durch dessen Tod am 26. Januar 1704 Alleinherrscher wurde. Sein Minister Kanzler Propst von Wendhausen schaffte es 1706, eine vollkommene Aussöhnung zwischen der älteren und jüngeren Linie Braunschweig-Lüneburgs zu Stande zu bringen. Braunschweig-Wolfenbüttel entsagte seinen Ansprüchen an dem dem Gesamthause Braunschweig-Lüneburg zugefallenen Herzogtum Sachsen-Lauenburg, erkannte die Kurwürde Hannovers an und erhielt dafür Burg Campen und die zu Gifhorn gehörenden Dörfer Bevenrode, Waggum und Bienrode.
Anton Ulrich suchte Kompensation für seine Verluste an das jüngere Haus Braunschweig-Lüneburg (Kurhannover) durch enge Verbindung mit Österreich; Mittel zum Zweck war die Vermählung seiner Enkelin Elisabeth Christine, der Tochter seines zweiten Sohns Ludwig Rudolf, mit dem jüngeren Bruder Kaiser Josephs I., Erzherzog Karl von Österreich, dem späteren Kaiser Karl VI. Die am evangelischen Glauben hängende Enkelin wehrte sich längere Zeit, musste aber am 1. Mai 1707 im Bamberger Dom zur römisch-katholischen Kirche übertreten.
1708 folgte ihre Vermählung mit Erzherzog Karl. Das enge Verhältnis zum österreichischen Kaiserhaus motivierte Anton Ulrich zu neuen ehrgeizigen Plänen. Seine Hoffnungen auf Erwerb eines Teils der alten Besitzungen der Welfen, die Länder des 1706 geächteten Kurfürsten von Bayern, erfüllten sich nicht.
1709 konvertierte Anton Ulrich heimlich zum römisch-katholischen Glauben. Es ist wahrscheinlich, dass er diesen Schritt aufgrund von Hoffnungen auf das Kurfürstentum Köln und das Hochstift Hildesheim tat, deren Landesherr Erzbischof Joseph Clemens von Bayern sich zu diesem Zeitpunkt in der Reichsacht befand. Erst im folgenden Jahr legte er im Bamberger Dom vor dem Kurfürst-Erzbischof von Mainz Lothar Franz von Schönborn ein öffentliches Glaubensbekenntnis ab. Seinen Untertanen sicherte er die Wahrung des evangelisch-lutherischen Bekenntnisses zu. Für die kleine katholische Gemeinde in Braunschweig ließ er aus eigenen Mitteln die St.-Nicolai-Kirche bauen. Zur Rechtfertigung seines ihm politisch nicht nutzenden Glaubenswechsels veröffentlichte er eine selbstverfasste Stellungnahme in acht Sätzen. Anton Ulrich erlebte noch, dass der Ehemann seiner Enkelin 1711 zum Kaiser gewählt wurde und sich im selben Jahr auch seiner zweiten Enkelin Charlotte Christine durch die Hochzeit mit dem Großfürsten Alexei von Russland, dem Sohn Peters I., die Möglichkeit eröffnete, Kaiserin zu werden.
Anton Ulrich starb im Alter von 80 Jahren. Er wurde mit seiner Frau Elisabeth Juliane in der Welfengruft der Wolfenbütteler Hauptkirche Beatae Mariae Virginis beigesetzt. Sein Nachfolger wurde sein ältester Sohn August Wilhelm.

## Nachkommen

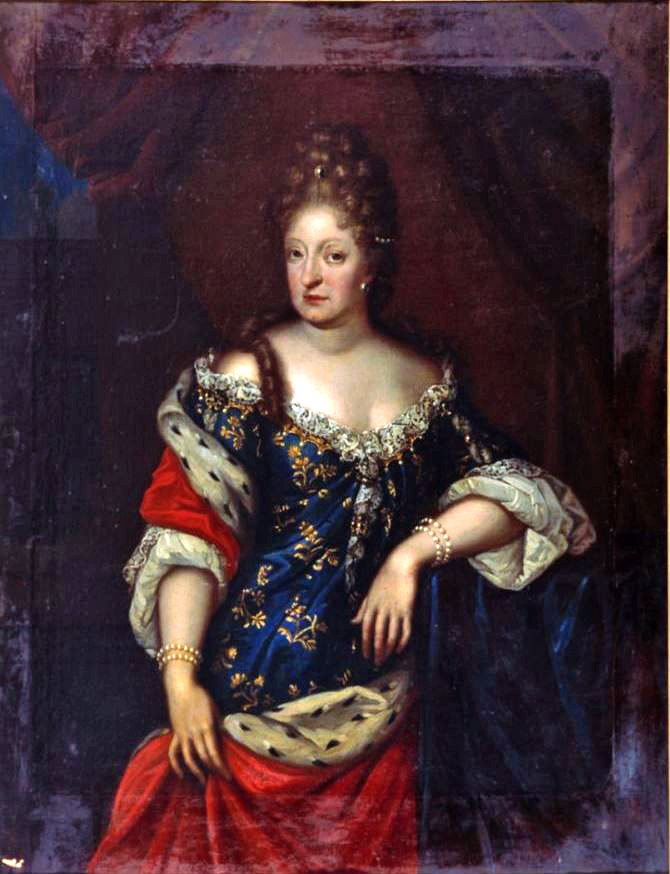
Elisabeth Juliane

Anton Ulrich heiratete am 17. August 1656 seine Cousine Elisabeth Juliane von Schleswig-Holstein-Sonderburg-Norburg (1634–1704), Tochter von Friedrich von Schleswig-Holstein-Norburg. Das Paar hatte 13 Kinder, von denen sechs noch vor dem ersten Geburtstag starben:
- August Friedrich (1657–1676), gefallen, Erbprinz
- Elisabeth Eleonore (1658–1729), ab 1675 verheiratet mit Johann Georg von Mecklenburg (1629–1675), in zweiter Ehe 1681 mit Bernhard I. von Sachsen-Meiningen
- Anna Sophie (1659–1742), ab 1677 verheiratet mit Karl Gustav von Baden-Durlach
- Leopold August (1661–1662), Erbprinz
- August Wilhelm (1662–1731)
- August Heinrich (1663–1664)
- August Karl (*/† 1664)
- August Franz (1665–1666)
- Augusta Dorothea (1666–1751), ab 1684 verheiratet mit Anton Günther II. von Schwarzburg-Sondershausen
- Amalia Antonia (*/† 1668)
- Henriette Christine (1669–1753), Äbtissin von Gandersheim
- Ludwig Rudolf (1671–1735), ab 1690 verheiratet mit Christine Luise von Oettingen-Oettingen
- Sibylle Rosalia (1672–1673)

## Kunst, Bildung, Literatur

### Förderer von Kunst und Bildung
Anton Ulrichs Vorbild für seinen Lebensstil war Ludwig XIV. Er führte in Braunschweig die französische Sprache und französische Sitten ein und gab enorme, den Staatshaushalt bedrohlich belastende Summen für Luxus aus, aber auch für die Förderung der Künste und der Bildung. Er richtete opulente Feste und Opernvorstellungen in Salzdahlum, Wolfenbüttel und Braunschweig aus, für die 1690 in Braunschweig eines der größten damaligen Opernhäuser gebaut wurde, das Opernhaus am Hagenmarkt, das in weiten Teilen aus dem Umbau des ehemaligen Rathauses hervorging. Hier wirkten Sänger und Komponisten wie Johann Rosenmüller, Johann Sigismund Kusser, Reinhard Keiser, Georg Caspar Schürmann und später Johann Adolph Hasse. Die Logenplätze der Oper wurden nicht wie in Venetien verkauft, sondern nur für je eine Vorstellung vermietet.
Als seine bedeutendste Handlung auf dem Gebiet des Mäzenatentums gilt, dass er die von seinem Vater gegründete Herzog August Bibliothek in Wolfenbüttel durch großzügige finanzielle Unterstützung bedeutend erweiterte. Als Bibliothekar im Nebenamt stellte er Gottfried Wilhelm Leibniz ein, mit dem er befreundet war. Anton Ulrich war auch der Förderer von Anton Wilhelm Amo, dem ersten Doktor der Philosophie afrikanischer Herkunft in Deutschland. Mit der möglicherweise von Hermann Korb in Anton Ulrichs Auftrag nach 1704 erbauten Bibliotheksrotunde auf den Überresten des alten Marstalls in Wolfenbüttel gründete der Herzog den ersten selbstständigen Bibliotheksbau in Deutschland.
Anton Ulrich ließ nach dem Vorbild des Schlosses Marly-le-Roi 1694 bis 1695 das Schloss Salzdahlum errichten (allerdings aus Geldgründen nur als Fachwerkhaus), auf dem er seine Kunstsammlung unterbrachte, die er ständig erweiterte. Er suchte den persönlichen Kontakt zu Künstlern, etwa zu Adriaen van der Werff. 1713 wurde Zar Peter I. im Schloss zu Verhandlungen über die Beendigung des Großen Nordischen Krieges empfangen. 1733 heirateten der preußische Kronprinz Friedrich (später König Friedrich der Große) und Elisabeth Christine von Braunschweig-Wolfenbüttel-Bevern in Salzdahlum. Das Schloss wurde unter der Regierung des Königs Jerome von Westfalen abgerissen, das Inventar versteigert und verkauft. Die Reste der Kunstsammlung bildeten später den Grundstock des Herzog Anton Ulrich-Museums in Braunschweig.
1714–1716 erhielt das Schloss Wolfenbüttel unter dem Baumeister Hermann Korb eine neue Fassade aus Fachwerk. Aus dieser Zeit stammen auch das steinerne Eingangsportal und die Skulpturen des österreichischen Bildhauers Franz Finck auf der Brücke und entlang des Schlossgrabens, welche die Tugenden und Pflichten der Herzöge verkörpern. In Seesen ließ er sich ein Jagdhaus zum herzoglichen Jagdschloss Seesen mit Barockgarten umbauen.
Auch förderte er den Neubau der Kirche in Calvörde, diese ist am 6. Oktober 1700 niedergebrannt.

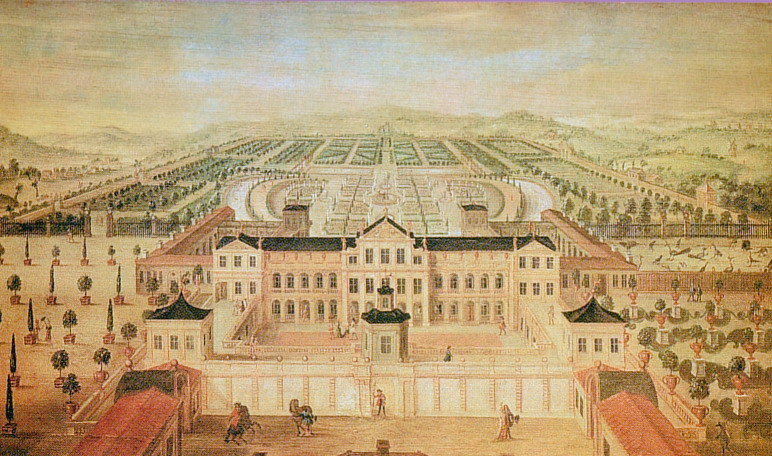
Schloss Salzdahlum mit Barockgarten
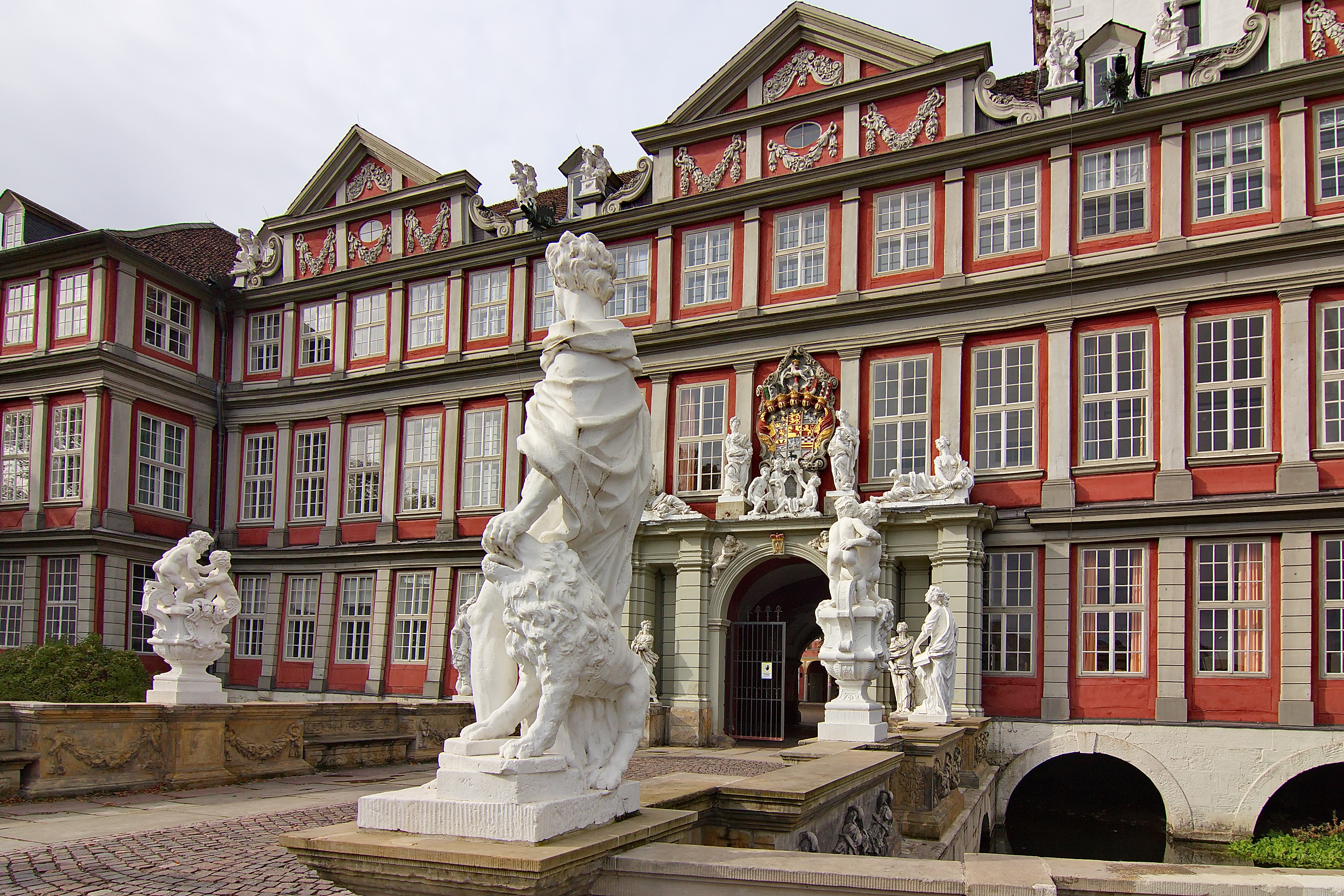
Schloss Wolfenbüttel mit Fassade von Hermann Korb, Eingangsportal und Skulpturen
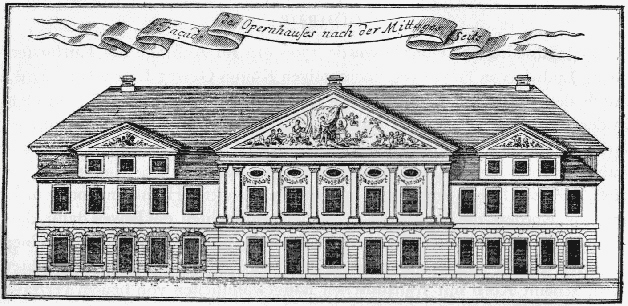
Opernhaus am Hagenmarkt in Braunschweig
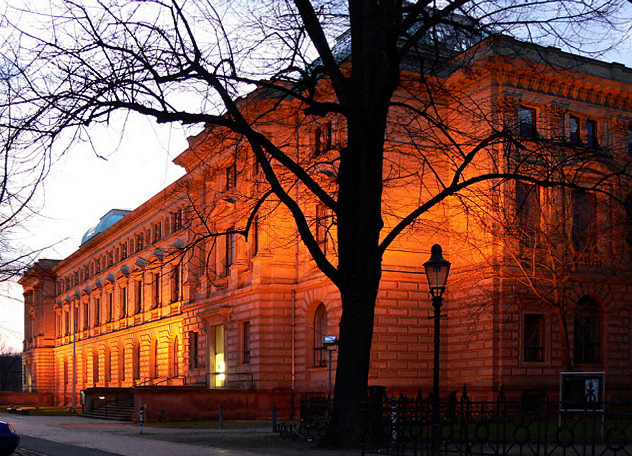
Herzog Anton Ulrich-Museum, Braunschweig (im Neubau von 1887)
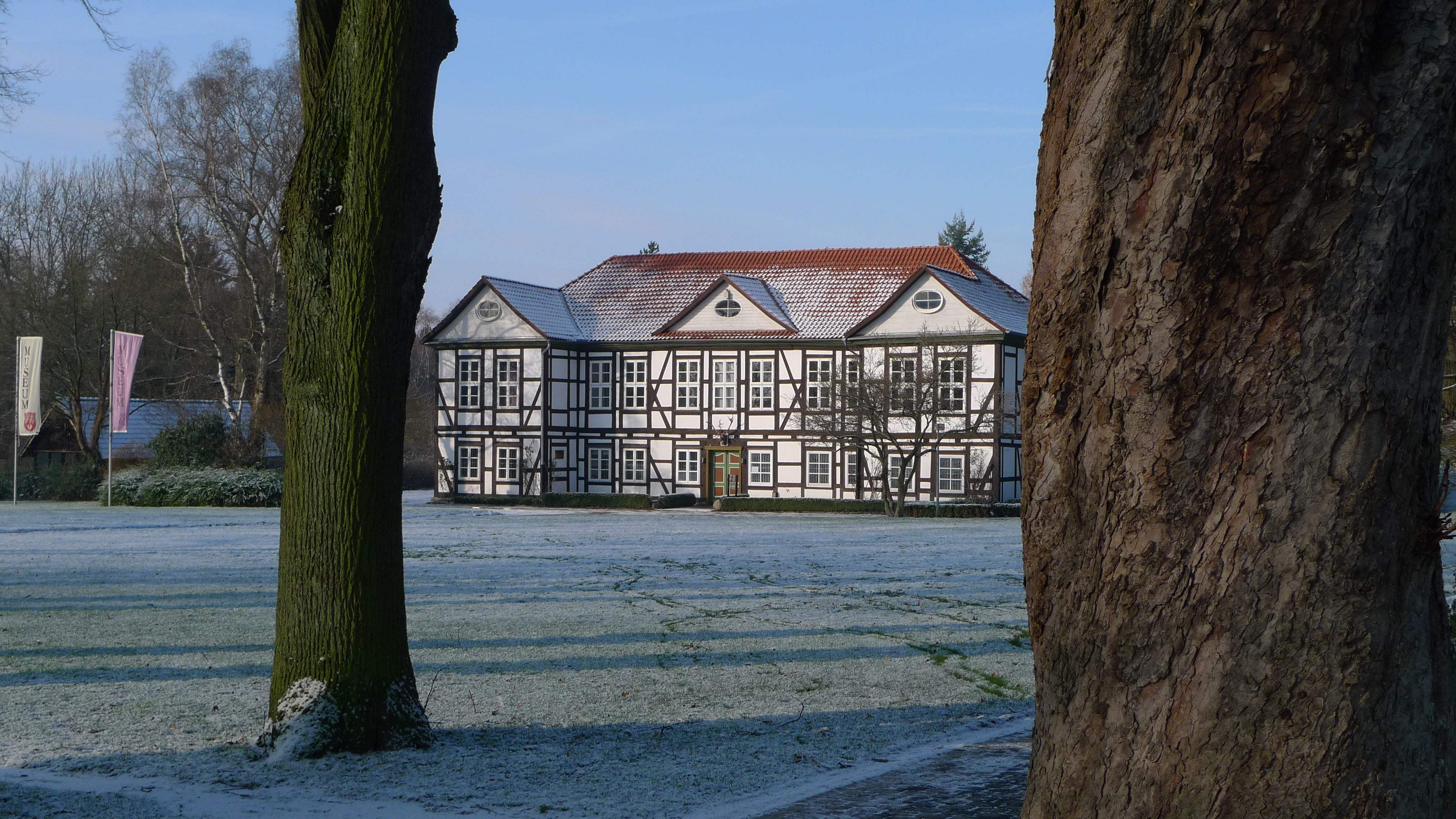
Jagdschloss Seesen

### Schriftsteller

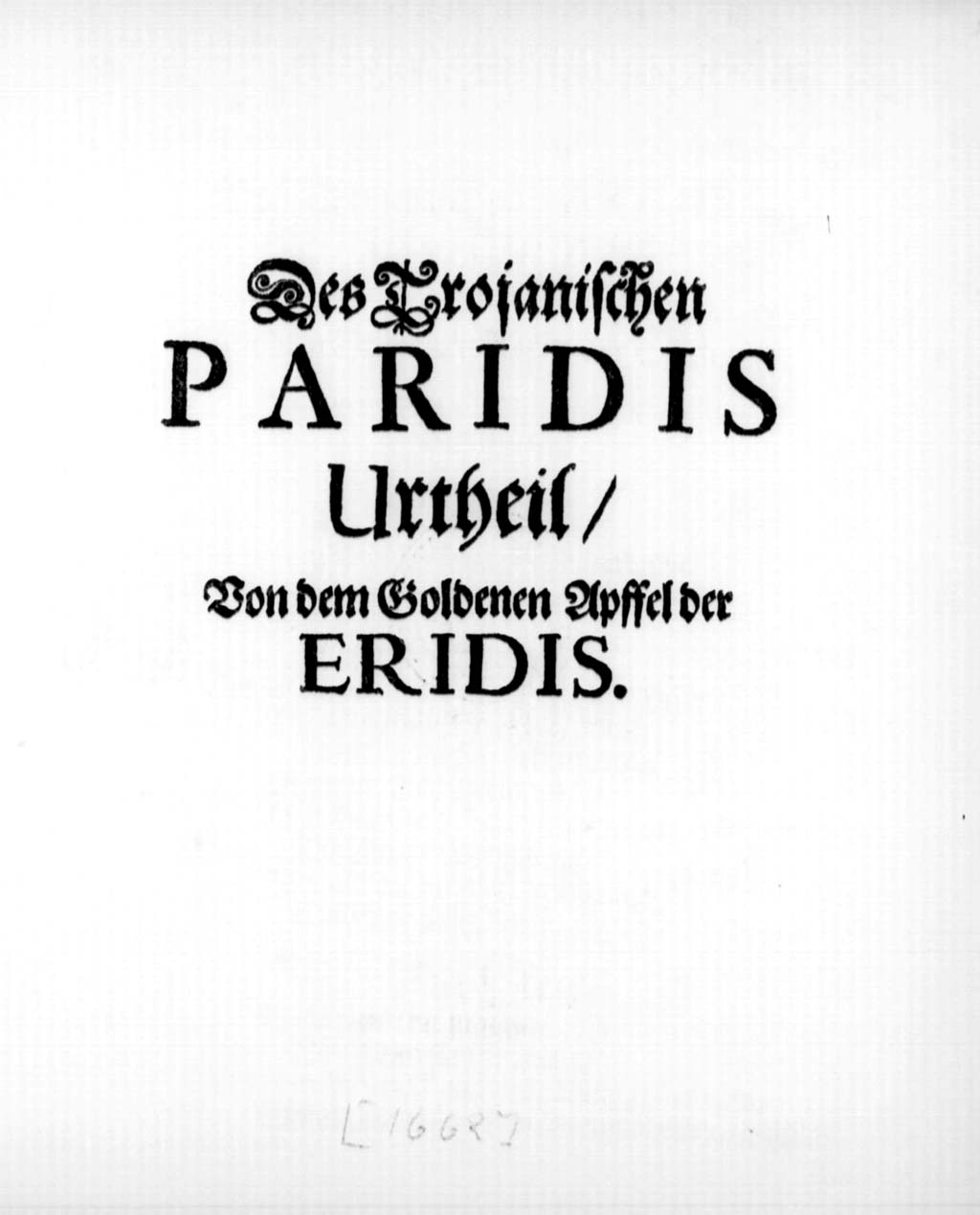
Herzog Anton Ulrich: Des Trojanischen Paridis Urtheil / Von dem Goldenen Apffel der Eridis

Anton Ulrich gilt als einer der bedeutendsten Autoren des Barock. Sein literarisches Schaffen umfasst Romane (Die durchlauchtige Syrerin Aramena und Die Römische Octavia), religiöse Lyrik (Churfürstliches Davids-Harpfenspiel) und Texte für Singspiele und Opern (Orpheus). Viele dieser Werke entstanden in Zusammenarbeit mit seinem ehemaligen Erzieher Sigmund von Birken, der dem Herzog eine Reihe seiner eigenen Schriften widmete. Die Fertigstellung der Aramena übernahm er von seiner Schwester Sibylle Ursula, als diese 1663 die Arbeiten an dem komplexen Manuskript im zweiten der fünf Bände aufgrund ihrer Eheschließung abbrach.
Anton Ulrichs lyrisches Vorbild war sein Lehrer Georg Justus Schottelius, sein Vorbild beim Verfassen von Romanen war Andreas Heinrich Bucholtz. Herzog Wilhelm IV. von Sachsen-Weimar nahm Herzog Anton Ulrich 1659 in die Fruchtbringende Gesellschaft auf. Sein Gesellschaftsname war Der Siegprangende, sein Motto Der rauen Luft zum Trotz, sein Emblem Die rote Herbstrose.
Zu höfischen Festtagen schrieb Ulrich zahlreiche Libretti für Opern, Singspiele und Ballette, die für die Entwicklungsgeschichte des höfischen Theaters und der Oper bedeutsam wurden. Von Anton Ulrichs 61 Kirchenliedern, die als Christ-Fürstliches Davids-Harpfen Spiel erschienen, wurden mehrere in verschiedenen Gesangbüchern aufgenommen (u. a. Laß dich Gott, du Verlassner, Gott, du bleibest doch mein Gott und Ach Gott, soll ich noch länger klagen).
Mit seinen Romanen, die mit ihrer labyrinthischen Handlung und dem gezierten, formgebändigten Stil das Weltbild und das ästhetische Ideal der Barockzeit verkörpern, gilt Anton Ulrich als einer der Begründer des deutschen historischen Romans. Breit in der Anlage, weitschweifig in der Durchführung, steif pedantisch und gesucht im Stil, kann ihnen dennoch eine künstlerische Gestaltung und Lebendigkeit nicht abgesprochen werden. Tatsächlich wurde sein Roman Octavia noch bis in die Jugendzeit von Johann Wolfgang von Goethe viel gelesen und von diesem als Strukturmodell für seinen eigenen, 1796 erschienenen Roman Wilhelm Meisters Lehrjahre verwendet Joseph von Eichendorff erwähnt Anton Ulrich in seinem Buch Der deutsche Roman des 18. Jahrhunderts in seinem Verhältniss zum Christenthum (Paderborn 1866) und bezeichnet ihn als literarischen Protagonisten der „sogenannten ‚Staatsraison‘“.
Einige geistliche Oden fanden Aufnahme in evangelische Gesangbücher, so das Lied Jesus ist mein Aufenthalt, das sich beispielsweise im Baden-Durlachischen Gesangbuch aller evangelisch-lutherischen Kirchen in den markgräflich Badischen Landen aus dem Jahr 1772 (Liednummer 280) findet. Sein Gedicht Sterbelied nach 1. Könige 19,4  wurde in die Frankfurter Anthologie aufgenommen.
Gedichtbeispiel: Sterb-Lied (1667)
Es ist genug! mein matter sinn

        sähnt’ sich dahin /

    wo meine Vätter schlaffen.

Ich hab es endlich guten fug /

        Es ist genug!

    ich muß mir rast verschaffen.

Ich bin ermüdt / ich hab geführt

        die Tages bürd:

    es muß einst Abend werden.

Erlös mich / HErr / spann aus den Pflug /

        Es ist genug!

    nim von mir die Beschwerden.

Die grosse Last hat mich gedrückt /

        ja schier erstickt /

    so viele lange Jahre.

Ach laß mich finden / was ich such.

        Es ist genug!

    mit solcher Creutzes-waare.

Nun gute Nacht / ihr meine Freund’ /

        ihr meine Feind’ /

    ihr Guten und ihr Bösen!

Euch folg die Treu / euch folg der Trug.

        Es ist genug!

    Mein GOtt will mich auflösen.

So nim nun / HErr! hin meine Seel /

        die ich befehl

    in deine Händ’ und Pflege.

Schreib sie ein / in dein Lebens-buch.

        Es ist genug!

    daß ich mich schlaffen lege.

Nicht besser soll es mir ergehn /

        als wie geschehn

    den Vättern / die erworben

durch ihren Tod des Lebens Ruch.

        Es ist genug!

    Es sey also gestorben!

## Werke

### Romane
- Die Durchleuchtige Syrerinn Aramena. 5 Teile. Hofmann und Gerhard, Nürnberg, 1669, 1673 und 1778–80. Umgearbeitet und gekürzt von Sophie Albrecht, 3 Teile, Berlin, 1782–1786.
- Octavia. Römische Geschichte. 6 Teile. Hofmann, Knortz und Gerhard, Nürnberg, 1685ff. Umgearbeitet in 6 Teilen, Braunschweig, 1712.

### Lyrik
- Hocherleuchtete Geistliche Lieder Einer hohen Personen. 1665.
- ChristFürstliches Davids-Harpfen Spiel. Gerhard, Nürnberg, 1667. Erweitert Weiß, Wolfenbüttel, 1670 ff.

### Libretti und Schauspiele
- Amelinde, Oder: Dy Triumphirende Seele. Stern, Wolfenbüttel 1657.
- Regier-Kunst-Schatten Oder: Vorstellung etlicher Beschaffenheiten, welche einem Potentaten vorträglich oder nachtheilig seyn können. Stern, Wolfenbüttel 1658.
- Orpheus aus Thracien. Stern, Wolfenbüttel 1659.
- Andromeda. Ein Königliches Fräulein aus Aethiopien. Stern, Wolfenbüttel 1659.
- Des Trojanischen Paridis Urtheil / Von dem Goldenen Apffel der Eridis. 1662.
- Ballett des Tages Oder: Aufblühende Frühlings-Freude. Stern, Wolfenbüttel 1659.
- Ballet der Natur Oder: Fürstliche Frühlings-Lust. Stern, Wolfenbüttel 1660.
- Iphigenia. Ein Königliches Fräulein. Stern, Wolfenbüttel 1661.
- Masquerade Der Hercinie: Oder Lustiger Aufzug deß Hartz-Waldes. Stern, Wolfenbüttel 1661.
- Des Trojanischen Paridis Urtheil Von dem Goldenen Apffel der Eridis. Wolfenbüttel 1662.
- Selimena. Bißmarck, Wolfenbüttel 1663.
- Der Hoffmann Daniel. Wie er bey dem Könige Dario gedienet. Stern, Wolfenbüttel 1663.
- Ballet der Diana, Oder: Ergetzliche Lust der Diana. Stern, Wolfenbüttel 1663.
- Die Verstörte Irmenseul; oder Das Bekehrte Sachsenland. 1669.

## Werkausgabe
- Werke. Historisch-kritische Ausgabe. Im Auftrag der Herzog August Bibliothek Wolfenbüttel und in Verbindung mit Hans-Henrik Krummacher hrsg. von Rolf Tarot. Bibliothek des Litterarischen Vereins in Stuttgart, 1982–2013. (48 Bände)

## Ahnentafel
| Ahnentafel Anton Ulrich von Braunschweig-Wolfenbüttel  | Ahnentafel Anton Ulrich von Braunschweig-Wolfenbüttel                                                    | Ahnentafel Anton Ulrich von Braunschweig-Wolfenbüttel                                                    | Ahnentafel Anton Ulrich von Braunschweig-Wolfenbüttel                                                       | Ahnentafel Anton Ulrich von Braunschweig-Wolfenbüttel                                                    | Ahnentafel Anton Ulrich von Braunschweig-Wolfenbüttel                                                      | Ahnentafel Anton Ulrich von Braunschweig-Wolfenbüttel                                                      | Ahnentafel Anton Ulrich von Braunschweig-Wolfenbüttel                                                      | Ahnentafel Anton Ulrich von Braunschweig-Wolfenbüttel                                                      |
| ------------------------------------------------------ | --- | --- | --- | --- | --- | --- | --- | --- |
| Ururgroßeltern                                         | Herzog Heinrich I. (Braunschweig-Lüneburg) (1468–1532) ⚭ 1487 Margarete von Sachsen (1469–1528)          | Herzog Heinrich V. (Mecklenburg) (1479–1552) ⚭ 1505 Ursula von Brandenburg (1488–1510)                   | Herzog Magnus I. (Sachsen-Lauenburg) (1470–1543) ⚭ 1509 Katharina von Braunschweig-Wolfenbüttel (1488–1563) | Herzog Heinrich (Sachsen) (1473–1541) ⚭ 1512 Katharina von Mecklenburg (1487–1561)                       | Fürst Johann IV. (Anhalt-Zerbst) (1504–1551) ⚭ 1534 Margareta von Brandenburg (1511–1577)                  | Herzog Christoph (Württemberg) (1515–1568) ⚭ 1544 Anna Maria von Brandenburg-Ansbach (1526–1589)           | Herzog Julius (Braunschweig-Wolfenbüttel) (1528–1589) ⚭ 1560 Hedwig von Brandenburg (1540–1602)            | Kurfürst August (Sachsen) (1526–1586) ⚭ 1548 Anna von Dänemark (1532–1585)                                 |
| Urgroßeltern                                           | Herzog Ernst I. (Braunschweig-Lüneburg) (1497–1546) ⚭ 1528 Sophie von Mecklenburg-Schwerin (1508–1541)   | Herzog Ernst I. (Braunschweig-Lüneburg) (1497–1546) ⚭ 1528 Sophie von Mecklenburg-Schwerin (1508–1541)   | Herzog Franz I. (Sachsen-Lauenburg) (1510–1581) ⚭ 1540 Sibylle von Sachsen (1515–1592)                      | Herzog Franz I. (Sachsen-Lauenburg) (1510–1581) ⚭ 1540 Sibylle von Sachsen (1515–1592)                   | Fürst Joachim Ernst (Anhalt) (1536–1586) ⚭ 1571 Eleonore von Württemberg (1552–1618)                       | Fürst Joachim Ernst (Anhalt) (1536–1586) ⚭ 1571 Eleonore von Württemberg (1552–1618)                       | Herzog Heinrich Julius (Braunschweig-Wolfenbüttel) (1564–1613) ⚭ 1585 Dorothea von Sachsen (1563–1587)     | Herzog Heinrich Julius (Braunschweig-Wolfenbüttel) (1564–1613) ⚭ 1585 Dorothea von Sachsen (1563–1587)     |
| Großeltern                                             | Herzog Heinrich (Braunschweig-Dannenberg) (1533–1598) ⚭ 1569 Ursula von Sachsen-Lauenburg (1552/53–1620) | Herzog Heinrich (Braunschweig-Dannenberg) (1533–1598) ⚭ 1569 Ursula von Sachsen-Lauenburg (1552/53–1620) | Herzog Heinrich (Braunschweig-Dannenberg) (1533–1598) ⚭ 1569 Ursula von Sachsen-Lauenburg (1552/53–1620)    | Herzog Heinrich (Braunschweig-Dannenberg) (1533–1598) ⚭ 1569 Ursula von Sachsen-Lauenburg (1552/53–1620) | Herzog Rudolf (Anhalt-Zerbst) (1576–1621) ⚭ 1605 Dorothea Hedwig von Braunschweig-Wolfenbüttel (1587–1609) | Herzog Rudolf (Anhalt-Zerbst) (1576–1621) ⚭ 1605 Dorothea Hedwig von Braunschweig-Wolfenbüttel (1587–1609) | Herzog Rudolf (Anhalt-Zerbst) (1576–1621) ⚭ 1605 Dorothea Hedwig von Braunschweig-Wolfenbüttel (1587–1609) | Herzog Rudolf (Anhalt-Zerbst) (1576–1621) ⚭ 1605 Dorothea Hedwig von Braunschweig-Wolfenbüttel (1587–1609) |
| Eltern                                                 | Herzog August II. (Braunschweig-Wolfenbüttel) (1579–1666) ⚭ 1623 Dorothea von Anhalt-Zerbst (1607–1634)  | Herzog August II. (Braunschweig-Wolfenbüttel) (1579–1666) ⚭ 1623 Dorothea von Anhalt-Zerbst (1607–1634)  | Herzog August II. (Braunschweig-Wolfenbüttel) (1579–1666) ⚭ 1623 Dorothea von Anhalt-Zerbst (1607–1634)     | Herzog August II. (Braunschweig-Wolfenbüttel) (1579–1666) ⚭ 1623 Dorothea von Anhalt-Zerbst (1607–1634)  | Herzog August II. (Braunschweig-Wolfenbüttel) (1579–1666) ⚭ 1623 Dorothea von Anhalt-Zerbst (1607–1634)    | Herzog August II. (Braunschweig-Wolfenbüttel) (1579–1666) ⚭ 1623 Dorothea von Anhalt-Zerbst (1607–1634)    | Herzog August II. (Braunschweig-Wolfenbüttel) (1579–1666) ⚭ 1623 Dorothea von Anhalt-Zerbst (1607–1634)    | Herzog August II. (Braunschweig-Wolfenbüttel) (1579–1666) ⚭ 1623 Dorothea von Anhalt-Zerbst (1607–1634)    |
| Anton Ulrich von Braunschweig-Wolfenbüttel (1633–1714) | | | | | | | | |